# 朝香じゅん
朝香 じゅん（あさか じゅん、1955年12月7日 - ）は、日本の女優・タレントである。元宝塚歌劇団花組男役スター（2番手スター）。
愛称「ルコ」。東京都出身。公称身長168cm、血液型O型。
宝塚歌劇団在団当時は、二枚目男役スターとして活躍。

## 来歴
1975年、宝塚音楽学校を卒業後、61期生として宝塚歌劇団に入団。同期生には、元花組娘役トップ（1981年 - 1985年）の若葉ひろみ、元星組娘役トップ（1983年 - 1986年）の湖条れいか、元専科の一原けい、元雪組組長（1996年 - 1998年）の箙かおるがいる。宝塚入団時の成績は46人中16位。月組公演『春の宝塚踊り／ラムール・ア・パリ』で初舞台を踏む。
1976年4月28日、星組配属後、1979年には『アンタレスの星』の新人公演にて二番手の役に抜擢。1980年には『恋の冒険者たち』で新人公演初主演。
1982年、花組に組替え。組替え後、自身最後の新人公演となる『夜明けの序曲』でも主役・川上音二郎を演じる。
高汐巴トップの時代には三番手スターとして活躍し、1988年、大浦みずきトップ就任に伴い二番手スターに昇格。同年、宝塚大劇場公演『春ふたたび』にて主演を務める。
1989年、地方公演（全国ツアー）『春ふたたび／ザ・レビュースコープ'89』にて、ニューヨーク公演に出演中だった大浦に代わりトップスターとして出演。
1991年、『春の風を君に…／ザ・フラッシュ!』の後、星組時代最後の新人公演で主役を務めた『小さな花がひらいた』（バウホール・日本青年館公演）で再び主役を務め、この作品で相手役を務めた梢真奈美と共に5月11日付で宝塚歌劇団を退団。
退団後は舞台・テレビ・ライブを中心に活動している。

## 宝塚歌劇団時代の主な舞台

### 初舞台・星組時代
- 1975年3月、『春の宝塚踊り／ラムール・ア・パリ -サラ・ベルナールの恋- 』 ＊初舞台
- 1978年6月、『誰がために鐘は鳴る』- 新人公演：ホアキン（本役：峰さを理）
- 1978年11月、『宝花集／セ・シャルマン!』
- 1979年5月、『白夜わが愛』
- 1979年10月、『アンタレスの星／薔薇パニック -メルヘン・ショップで何がおこったか?-』 - 新人公演：モンテ・クリスト（本役：峰さを理）
- 1980年4月、『恋の冒険者たち／フェスタ・フェスタ -世界はひとつII-』 - 新人公演：クリス（本役：瀬戸内美八） ＊新人公演初主演
- 1980年8月、『響け!わが歌／ファンシー・ゲーム』 - 武杉謙久、新人公演：武杉影虎（本役：峰さを理）
- 1981年2月、『小さな花がひらいた／ラ・ビアン・ローズ』 - 菊二（大浦みずきとWキャスト）、新人公演：茂次（本役：瀬戸内美八） ＊新人公演主演
- 1981年8月、『海鳴りにもののふの詩が／クレッシェンド!』 - 山田伝八

### 花組時代
- 1982年8月、『夜明けの序曲』 - 津坂幸一郎、新人公演：川上音二郎（本役：松あきら） ＊新人公演主演
- 1983年2月、『霧深きエルベのほとり／オペラ・トロピカル』 - ハンス
- 1983年4月、『ヴェニス 獅子たちの夢』 - アルベルト・ベルナーリ ＊バウ初主演
- 1983年9月、『紅葉愁情／メイフラワー』 - アラン・ランバート
- 1984年2月、『琥珀色の雨にぬれて／ジュテーム』 - アルベール
- 1984年8月、『名探偵はひとりぼっち／ラ・ラ・フローラ』 - アラン
- 1985年3月、『愛あれば命は永遠に -ナポレオンとジョセフィーヌ- 』 - デスマズ
- 1985年9月、『テンダー・グリーン／アンドロジェニー -麗しき乙女たち-』 - カーン
- 1986年1月、『微風のマドリカル／メモアール・ド・パリ』 - ドン・アントーニオ
- 1986年5月、『散る花よ、風の囁きを聞け』 - 伊庭八郎 ＊バウ主演
- 1986年6月、『真紅なる海に祈りを -アンソニーとクレオパトラ- ／ヒーローズ』 - ジュリアス・シーザー／オクテヴィアス・シーザー
- 1987年2月、『遥かなる旅路の果てに／ショー・アップ・ショー』 - ニコライ大尉
- 1987年8月、『あの日薔薇一輪／ザ・レビュースコープ』 - スティーブ
- 1988年2月、『ベルベット・カラー』 - ラブリー・ホワイト ＊バウ主演
- 1988年3月、『キス・ミー・ケイト』 - ビル・カルホーン／ルーセンシオー
- 1988年9月、『宝塚をどり讃歌'88／春ふたたび／フォーエバー・タカラヅカ!』 - 藤原道忠
- 1989年1月、『会議は踊る／ザ・ゲーム』 - クレメンツ・メッテルニヒ
- 1989年6月、『ロマノフの宝石／ジタン・デ・ジタン』 - ベルガー大尉
- 1989年8月、『ベルサイユのばら -アンドレとオスカル編- 』（雪組公演） - フェルゼン ＊特別出演
- 1989年9月、『春ふたたび／ザ・レビュースコープ'89』 - 藤原道忠 ＊地方公演主演
- 1990年3月、『ベルサイユのばら -フェルゼン編- 』 - アンドレ・グランディエ
- 1990年9月、『秋…冬への前奏曲／ザ・ショーケース』 - コマロフスキー伯爵
- 1991年1月、『春の風を君に…／ザ・フラッシュ!』 - 飛虎
- 1991年2月、『小さな花がひらいた』 - 茂次 ＊退団公演

## 退団後の主な舞台・ディナーショー等
- 1995年11月、『グイン・サーガ 炎の群像』
- 1997年1月、『THE CLUB』
- 1997年5月、『薫風』（ライブ・コンサート）
- 1997年8月、『広島の女・アリサのヴァイオリン』
- 1997年10月、『源氏物語』
- 1998年9月、『THE CLUB』
- 1999年5月、『心中・恋の大和路』
- 1999年9月、『ブルーストレッキング・レディース』
- 2000年8月、『花博タカラジェンヌ ライブコンサート』
- 2000年12月、『クリスマススペシャルコンサート』
- 2001年2月、『心中・恋の大和路』
- 2002年3月、『ブリランテ〜永遠の輝き〜』
- 2002年7月、『ブリランテ〜永遠の輝き〜』
- 2003年3月、『ランジェ・ブルー』
- 2003年4月、『桜吹雪狸御殿』
- 2003年8月、『伝説のステージ』
- 2003年9月、『赤毛のアン』
- 2003年11月、『アプレTAKARAZUKA LaLife』
- 2003年12月、『煌めきのメッセージ』
- 2004年4月、『新版・桜吹雪狸御殿／ボンジュール・タカラジェンヌ』
- 2005年1月、『スーパースペクタクル・エンターテインメント ジパング』
- 2005年4月、『レインボー 宝塚』
- 2005年6月、『ミュージカル・ショー Amazing』
- 2005年9月、『30th Anniversary ディナーショー Mon Voyage－私の船出－』
- 2005年10月、『赤毛のアン』
- 2005年12月、『リズミックタウン』
- 2006年10月、『HIRHLANDER』
- 2007年11月、『ワインとJAZZと宝塚の名曲NIGHT』
- 2007年12月、『眞帆志ぶきと素敵な仲間II』
- 2008年2月、『愛をこめて〜すみれの花咲くころ〜』
- 2009年5月、『晩餐LIVE・不協和音』
- 2010年10月、『汐路朝子・晩餐LIVE』